# Quiliarca
El término quiliarca (en griego antiguo: χιλιάρχης, khiliarkhês, que significa «el mando de mil hombres», de χίλιοι, khilioi, «mil» y ἀρχή, arkhê, «el mando» ) designaba una función militar y administrativa, primero en el Imperio aqueménida, después en el reino de Macedonia y en las monarquías del periodo helenístico.
No debe confundirse con quiliasta, defensor o creyente del milenarismo.

## En el Imperio persa
Respecto a la Persia aqueménida, el término es utilizado por los escritores griegos para designar varios elementos. En primer lugar, la quiliarquía era una circunscripción militar y también tributaria. El término se usaba para traducir la palabra persa hazarapatiš, «comandante de mil», conocida por los griegos en esta forma (Hesiquio de Alejandría) o por la de azabaritēs. Como su nombre indica, se trataba de un oficial que mandaba a mil hombres, situado en la jerarquía, por encima de los lochagos (comandante de un locho), y por debajo del miriarca o meriarca, responsable de una miríada de hombres (10 000).
En la corte persa, el quiliarca era el jefe de los mil hombres de la guardia personal del gran rey, los inmortales o melóforos (literalmente «portadores de manzanas»). Es al que hay que pedir audiencia ante el rey. Ejercía también la función de ser el introductor de los embajadores, o del mensajero de éstos ante el rey. Es por todo esto por el que aparece a menudo en los escritos griegos. 
En el curso de una conversación con enviados extranjeros, debe pedirles el cumplimiento de la proskynèse, es decir una prosternación ante la figura del gran rey. Así en el siglo IV a. C., el quiliarca Titraustes declaró e Ismenias, embajador de Tebas:

Huésped tebano (...), la costumbre nativa de los persas es que al llegar a la vista del Gran Rey, no sea posible obtener el uso de la palabra sin haberse prosternado ante él. Si quieres reunirte personalmente con él, cuídate de respetar esta costumbre.
Claudio Eliano

Estas prerrogativas daban al quiliarca otorgaban al quiliarca un papel importante. Cornelio Nepote no duda en indicar, hablando de Titraustes, que «tenía el segundo rango del Estado». A partir de esto, la historiografía ha creído ver a menudo en le quiliarca una especie de visir. De hecho, las funciones en la corte persa dependían siempre de la buena voluntad del gran rey. Los dignatarios no tenían tal o cual prerrogativa más que en arreglo a las circunstancias. En estas condiciones, parece poco verosímil que el gran rey delegara una parte de sus poderes a un único «primer ministro».
Además, muchas personas podían llevar el título de quiliarca, que Hesiquio define simplemente como «los introductores (eisaggeleis) de los persas». Se ha supuesto que el dignatario representado en los bajorrelieves de Persépolis, inclinado hacia el trono, es un quiliarca. Además, se sabe que otros dignatarios podían, si llegaba el caso, tener un papel similar ante los  embajadores. En comparación, Jenofonte indica que en la corte de Astiages, último rey de los medos, era un escanciador, Sakas, quien gestionaba las audiencias.

## Bajo el reinado de Alejandro Magno

### Quiliarca aúlico y quiliarca ecuestre
Este término revestía en la época de Alejandro Magno y de los diádocos significados diferentes y en ocasiones complejos. Se puede distinguir la quiliarquía ecuestre (mando de la caballería de los Compañeros) y la quiliarquía áulica (de aulos : «trono»), equivalente según el deseo de Alejandro al visir aqueménida, que únicamente Hefestión y Pérdicas (después de la muerte del conquistador) la ejercieron. No es raro que las fuentes confundan los términos «quiliarca de los Compañeros» e «hiparco de los Compañeros».
Poco antes de la expedición en la India, hacia el 327 a. C., Alejandro ofreció a Hefestión el título de quiliarca. El cargo le otorgó autoridad sobre las hiparquías de los Compañeros (hasta la reforma del 330 a. C. había cuatro hiparquías de Compañeros). A la muerte de Filotas, la caballería macedonia fue dividida en dos hiparquías mandadas por Hefestión y Clito el Negro. Este cargo correspondía también, para el caso de Hefestión, en el de visir aqueménida, lo que le convertía en el segundo de la jerarquía macedonia.
Arriano afirma que Alejandro no designó un nuevo quiliarca tras la muerte de su favorito. Plutarco afirma que Pérdicas sucedió a Hefestión en el mando sin precisar cuál. Para añadir más confusión, Diodoro Sículo estima que Seleuco recibió en 323 a. C. el título de hiparco de los Compañeros a continuación de Pérdicas. Al final, se puede considerar que a la muerte de Hefestión, Pérdicas ejerció de hecho la quiliarquía ecuestre, con el título de hiparco de los Compañeros, sin recibir en realidad el título de quiliarca, porque Alejandro no tenía la misma confianza en Pérdicas que su difunto favorito.
A la muerte de Alejandro, Pérdicas recibió, o se adjudicó, el título de quiliarca, además del de epimeleta (protector o gobernador) del reino, lo que le convirtió en regente de la administración imperial, mientras que Seleuco fue hiparco de la caballería. 
Durante el consejo de Triparadiso, que tuvo lugar a la muerte de Pérdicas en 321 a. C., Casandro fue nombrado quiliarca ecuestre, y no fue, sin embargo, hiparco o quiliarca del imperio, como se ha escrito en ocasiones, para reemplazar a Seleuco.

### Otros quiliarcas
Además de las quiliarquías áulica y ecuestre, existían otras acepciones de este término. Se conocen ocho nombres de quiliarcas mencionados durante la campaña de Asia, pero sin que se precise sus atribuciones o su cuerpo militar de origen. Existe la mención a un quiliarca después del asedio de Halicarnaso en 334 a. C.
Pero este grado militar no correspondía a ningún mando creado, por encima del pentacosiarca, hacia 331-330 a. C., en la época de la reforma del ejército macedonio y de la integración de los epígonos orientales. Una parte de la reforma consistía precisamente en reagrupar los seis lochoi de hipaspistas en tres quiliarquías de acuerdo con la organización en curso en los batallones de los Inmortales. Pero el cargo de quiliarca no fue propio de los hipaspistas, aunque Arriano no mencione más que a los quiliarcas de los hipaspistas. 